# Твёрдое тело
Твёрдое те́ло — одно из четырёх основных агрегатных состояний вещества, отличающееся от других агрегатных состояний (жидкости, газов, плазмы) стабильностью формы и характером теплового движения атомов, совершающих малые колебания около положений равновесия.
Различают кристаллические и аморфные твёрдые тела. Раздел физики, изучающий состав и внутреннюю структуру твёрдых тел, называется физикой твёрдого тела. То, как твёрдое тело меняет форму при воздействиях и движении, изучается отдельной дисциплиной — механикой твёрдого (деформируемого) тела. Движением абсолютно твёрдого тела занимается третья наука — кинематика твёрдого тела.
Технические приспособления, созданные человеком, используют различные свойства твёрдого тела. В прошлом твёрдое тело применялось как конструкционный материал и в основе употребления лежали непосредственно ощутимые механические свойства как то твёрдость, масса, пластичность, упругость, хрупкость. В современном мире применение твёрдого тела основывается также на физических свойствах, которые зачастую обнаруживаются только при лабораторных исследованиях.

## Описание
Твёрдые тела могут быть в кристаллическом и аморфном состоянии. Кристаллы характеризуются пространственной периодичностью в расположении равновесных положений атомов, которая достигается наличием дальнего порядка и носит название кристаллической решётки. Естественная форма кристаллов — правильные многогранники. В аморфных телах атомы колеблются вокруг хаотически расположенных точек, у них отсутствует дальний порядок, но сохраняется ближний, при котором молекулы расположены согласованно на расстоянии, сравнимом с их размерами. Частным случаем аморфного состояния является стеклообразное состояние. Согласно классическим представлениям, устойчивым состоянием (с минимумом потенциальной энергии) твёрдого тела является кристаллическое. Аморфное тело находится в метастабильном состоянии и с течением времени должно перейти в кристаллическое состояние, однако время кристаллизации часто столь велико, что метастабильность вовсе не проявляется. Аморфное тело можно рассматривать как жидкость с очень большой (часто бесконечно большой) вязкостью.
- Атомы и молекулы, составляющие твёрдое тело, плотно упакованы вместе. Другими словами, молекулы твёрдого тела практически сохраняют своё взаимное положение относительно других молекул[4] и удерживаются между собой межмолекулярным взаимодействием.
- Многие твёрдые тела содержат в себе кристаллические структуры. В минералогии и кристаллографии под кристаллической структурой подразумевается определённый порядок атомов в кристалле. Кристаллическая структура состоит из элементарных ячеек, набора атомов расположенных в особенном порядке, который периодически повторяется во всех направлениях пространственной решётки. Расстояния между элементами этой решётки в различных направлениях называют параметром этой решётки. Кристаллическая структура и симметричность играют роль в определении множества свойств, таких как спайность кристалла, электронная зонная структура и оптические свойства.
  - При применении достаточной силы любое из этих свойств может быть нарушено, вызывая остаточную деформацию.
- Твёрдые тела обладают тепловой энергией, следовательно их атомы совершают колебательное движение. Тем не менее это движение незначительно и не может наблюдаться или быть почувствованным при нормальных условиях.

Свойства твёрдого тела и движение частиц в нём исследуются в разделе физики, который называется физикой твёрдого тела (подраздел физики конденсированных сред). Физика твёрдого тела является самостоятельной научной дисциплиной со специфическими методами исследования и математическим аппаратом. Её развитие диктуется практическими потребностями. В зависимости от объекта исследования физика твёрдого тела делится на физику металлов, полупроводников, магнетиков и других. По методам исследования различают рентгеновский структурный анализ, радиоспектроскопию и тому подобное. Кроме того, присутствует деление, связанное с изучением определённых свойств (механических, тепловых и так далее).
Материаловедение главным образом рассматривает вопросы, связанные со свойствами твёрдых тел, такими как твёрдость, предел прочности, сопротивление материала нагрузкам, а также фазовые превращения. Это значительным образом совпадает с вопросами, изучаемыми физикой твёрдого тела. Химия твёрдого состояния перекрывает вопросы, рассматриваемые обоими этими разделами знаний, но особенно затрагивает вопросы синтезирования новых материалов.

## Классификация твёрдых тел
Электрические и некоторые другие свойства твёрдых тел, в основном, определяются характером движения внешних электронов его атомов. Выделяют пять классов твёрдых тел в зависимости от типа связи между атомами:
- Ионная связь (например, NaCl). Основными силами являются силы электростатического притяжения. Характерные свойства: в инфракрасной области — отражение и поглощение света в инфракрасной области; при низких температурах — малая электропроводность: при высоких температурах — хорошая ионная проводимость.
- Ковалентная связь (например, С (алмаз), Ge, Si).
- Металлическая связь (например, Cu, Al).
- Молекулярная связь (например, Ar[источник не указан 3209 дней], СН4).
- Водородная связь (например, Н2О (лёд), HF).

По виду зонной структуры твёрдые тела классифицируют на проводники, полупроводники и диэлектрики.
- Проводники — зона проводимости и валентная зона перекрываются, таким образом электрон может свободно перемещаться между ними, получив любую допустимо малую энергию. Таким образом, при приложении к твёрдому телу разности потенциалов, электроны смогут свободно двигаться из точки с меньшим потенциалом в точку с большим, образуя электрический ток. К проводникам относят все металлы.
- Полупроводники — зоны не перекрываются и расстояние между ними составляет менее 4 эВ. Для того, чтобы перевести электрон из валентной зоны в зону проводимости требуется энергия меньшая, чем для диэлектрика, поэтому чистые (собственные, нелегированные) полупроводники слабо пропускают ток.
- Диэлектрики — зоны не перекрываются и расстояние между ними составляет более 4 эВ. Таким образом, для того, чтобы перевести электрон из валентной зоны в зону проводимости требуется значительная энергия, поэтому диэлектрики ток практически не проводят.

По магнитным свойствам твёрдые тела делятся на диамагнетики, парамагнетики и тела с упорядоченной магнитной структурой. Диамагнетические свойства, которые слабо зависят от агрегатного состояния или температуры, обычно перекрываются парамагнитными, которые являются следствием ориентации магнитных моментов атомов и электронов проводимости. По закону Кюри парамагнитная восприимчивость убывает обратно пропорционально температуре и при температуре 300 К обычно составляет 10−5. Парамагнетики переходят в ферромагнетики, антиферромагнетики или ферримагнетики при понижении температуры.

## Историческая справка
Несмотря на то, что твёрдые тела (металлы, минералы) исследовались давно, всестороннее изучение и систематизация информации об их свойствах началось с XVII века. Начиная с этого времени был открыт ряд эмпирических законов, которые описывали влияние на твёрдое тело механических сил, изменения температуры, света, электромагнитных полей и т. д. Были сформулированы:
- закон Гука (1678);
- закон Дюлонга — Пти (1819);
- закон Ома (1826);
- закон Видемана — Франца (1853) и другие.

Уже в первой половине XIX века были сформулированы основные положения теории упругости, для которой характерно представление о твёрдом теле как о сплошной среде.
Целостное представление о кристаллической структуре твёрдых тел, как совокупности атомов, упорядоченное размещение которых в пространстве обеспечивается силами взаимодействия было сформировано Огюстом Браве в 1848 году, хотя первые идеи такого рода высказывались в трактатах Николаса Стено (1669), Рене Жюста Гаюи (1784), Исааком Ньютоном в работе «Математические начала натуральной философии» (1686), в которой рассчитана скорость звука в цепочке упруго связанных частиц, Даниилом Бернулли (1727), Огюстеном Луи Коши (1830) и другими.

## Фазовые переходы
При повышении температуры твёрдые тела переходят в жидкое или газообразное состояние. Переход твёрдого тела в жидкость называется плавлением, а переход в газообразное состояние, минуя жидкое, — сублимацией. Переход к твёрдому телу (при понижении температуры) — кристаллизация, к аморфной фазе — стеклование.
Существуют также фазовые переходы между твердотельными фазами, при которых изменяется внутренняя структура твёрдых тел, становясь упорядоченной при понижении температуры.
При атмосферном давлении и температуре Т > 0 К все вещества в природе затвердевают. Исключение составляет гелий, для кристаллизации которого необходимо давление 24 атм.

## Физические свойства
Под физическими свойствами твёрдых тел понимается их специфическое поведение при воздействии определённых сил и полей. Существует три основных способа воздействия на твёрдые тела, соответствующие трём основным видам энергии: механический, термический и электромагнитный. Соответственно выделяют три основные группы физических свойств.
Механические свойства связывают механические напряжения и деформации тела, согласно результатам широких исследований механических и реологических свойств твёрдых тел, выполненных школой академика П. А. Ребиндера, можно разделить на упругие, прочностные, реологические и технологические. Кроме того, при воздействии на твёрдые тела жидкостей или газов проявляются их гидравлические и газодинамические свойства.
К термическим относят свойства, которые оказываются под воздействием тепловых полей. В электромагнитные свойства условно можно отнести радиационные, проявляющиеся при воздействии на твёрдое тело потоков микрочастиц или электромагнитных волн значительной жёсткости (рентгеновских лучей, гамма-лучей).
Легчайшим известным твёрдым материалом является аэрогель. Некоторые виды аэрогеля имеют плотность 1,9 мг/см³ или 1,9 кг/м³ (1/530 плотности воды).

### Механические свойства
В покое твёрдые тела сохраняют форму, но деформируются под воздействием внешних сил. В зависимости от величины приложенной силы деформация может быть упругой, пластической или разрушительной. При упругой деформации тело возвращает себе первоначальную форму после снятия приложенных сил. Отзыв твёрдого тела на прилагаемое усилие описывается модулями упругости. Отличительной особенностью твёрдого тела по сравнению с жидкостями и газами является то, что оно сопротивляется не только растяжению и сжатию, а также сдвигу, изгибу и кручению.
При пластической деформации начальная форма не сохраняется. Характер деформации зависит также от времени, в течение которого действует внешняя сила. Твёрдое тело может деформироваться упруго при мгновенном действии, но пластически, если внешние силы действуют длительное время. Такое поведение называется ползучестью. Одной из характеристик деформации является твёрдость тела — способность сопротивляться проникновению в него других тел.
Каждое твёрдое тело имеет присущий ему порог деформации, после которого наступает разрушение. Свойство твёрдого тела сопротивляться разрушению характеризуется прочностью. При разрушении в твёрдом теле появляются и распространяются трещины, которые в конце концов приводят к разлому.
К механическим свойствам твёрдого тела принадлежит также его способность проводить звук, который является волной, переносящий локальную деформацию с одного места в другое. В отличие от жидкостей и газов в твёрдом теле могут распространяться не только продольные звуковые волны, но и поперечные, что связано с сопротивлением твёрдого тела деформации сдвига. Скорость звука в твёрдых телах в целом выше, чем в газах, в частности в воздухе, поскольку межатомное взаимодействие гораздо сильнее. Скорость звука в кристаллических твёрдых телах характеризуется анизотропией, то есть зависимостью от направления распространения.

### Тепловые свойства
Важнейшим тепловым свойством твёрдого тела является температура плавления — температура, при которой происходит переход в жидкое состояние. Другой важной характеристикой плавления является удельная теплота плавления. В отличие от кристаллов, в аморфных твёрдых телах переход к жидкому состоянию с повышением температуры происходит постепенно. Его характеризуют температурой стеклования — температурой, выше которой материал почти полностью теряет упругость и становится очень пластичным.
Изменение температуры вызывает деформацию твёрдого тела, в основном повышение температуры приводит к расширению. Количественно она характеризуется коэффициентом теплового расширения. Теплоёмкость твёрдого тела зависит от температуры, особенно при низких температурах, однако в области комнатных температур и выше, множество твёрдых тел имеют примерно постоянную теплоёмкость (закон Дюлонга — Пти). Переход к устойчивой зависимости теплоёмкости от температуры происходит при характерной для каждого материала температуре Дебая. От температуры зависят также другие характеристики твердотельных материалов, в частности механические: пластичность, текучесть, прочность, твёрдость.

### Электрические и магнитные свойства
В зависимости от величины удельного сопротивления твёрдые тела разделяются на проводники и диэлектрики, промежуточное положение между которыми занимают полупроводники. Полупроводники имеют малую электропроводность, однако для них характерен её рост с температурой. Электрические свойства твёрдых тел связаны с их электронной структурой. Для диэлектриков свойственна щель в энергетическом спектре электронов, которую в случае кристаллических твёрдых тел называют запрещённой зоной. Это область значений энергии, которую электроны в твёрдом теле не могут иметь. В диэлектриках все электронные состояния, ниже щели заполнены, и благодаря принципу Паули электроны не могут переходить из одного состояния в другое, чем обусловлено отсутствие проводимости. Проводимость полупроводников очень сильно зависит от примесей — акцепторов и доноров.
Существует определённый класс твёрдых тел, для которых характерна ионная проводимость. Эти материалы называют супериониками. В основном это ионные кристаллы, в которых ионы одного сорта могут достаточно свободно двигаться между незыблемой решёткой ионов другого сорта.
При низких температурах для некоторых твёрдых тел свойственна сверхпроводимость — способность проводить электрический ток без сопротивления.
Существует класс твёрдых тел, которые могут иметь спонтанную поляризацию — пироэлектрики. Если это свойство характерно только для одной из фаз, что существует в определённом промежутке температур, то такие материалы называются сегнетоэлектриками. Для пьезоэлектриков характерна сильная связь между поляризацией и механической деформацией.
Ферромагнетикам свойственно существование спонтанного магнитного момента.
Оптические свойства твёрдых тел очень разнообразны. Металлы, в основном, имеют высокий коэффициент отражения света в видимой области спектра, многие диэлектрики прозрачные, как, например, стекло. Часто цвет того или другого твёрдого тела обусловлен поглощающими свет примесями. Для полупроводников и диэлектриков характерна фотопроводимость — увеличение электропроводности при освещении.

## Идеализации твёрдого тела в науках
Твёрдые тела, встречающиеся в природе, характеризуются огромным количеством разнообразных свойств, которое постоянно растёт.
В зависимости от поставленных перед определённой наукой задач важны лишь отдельные свойства твёрдого тела, другие — несущественны. Например, при исследовании прочности стали её магнитные свойства существенного значения не имеют.
Для простоты изучения реальное тело заменяют идеальным, выделяя лишь важнейшие свойства для рассматриваемого случая. Такой подход, применяемый многими науками, называется абстрагированием. После выделения идеализированного тела с определённым перечнем существенных свойств, строится теория. Достоверность такой теории зависит от того насколько удачно принятая идеализация отражает существенные характеристики объекта. Оценку этому можно дать при сравнении результатов исследований, полученных теоретически на основе идеализированной модели и экспериментально.

### В теоретической механике
В теоретической механике идеализированной схемой реального твёрдого тела является абсолютно твёрдое тело, то есть такое, в котором при любых обстоятельствах расстояния между любыми точками являются постоянными — не изменяются ни размеры, ни форма тела.

### В теории упругости
В теории упругости и её прикладном применении сопромате также рассматриваются модели, которые учитывают и абсолютизируют отдельные свойства твёрдого тела. Так, принятие условий однородности и сплошности при малых деформациях позволяет применить методы анализа бесконечно малых величин, что существенно упрощает построение теории сопротивления материалов.
Считается также, что зависимость между напряжениями и деформациями является линейной (см. Закон Гука).

### В теории пластичности
В теории пластичности модели твёрдого тела основаны на идеализации свойств деформационного упрочнения или свойств текучести твёрдых тел в напряжённо-деформированном состоянии.